# Heung To Wan
Heung To Wan (kinesiska: 香島灣, 香岛湾) är en vik i Hongkong (Kina). Den ligger i den centrala delen av Hongkong.